# Leo Nowicki
Leo J. Nowicki, właśc. Leon Nowicki (ur. 17 lutego 1904 w Gieczu, zm. 15 września 1990) – amerykański inżynier pochodzenia polskiego, polityk Partii Demokratycznej, wicegubernator stanu Michigan.

## Życiorys
Urodził się na ziemiach polskich 17 lutego 1904 jako Leon Nowicki (źródło amerykańskie podało miejsce urodzenia Glecz). Ukończył studia uzyskując tytuł inżyniera.
Od 1933 do 1936 pełnił urząd komisarza (drain commisioner) hrabstwa Wayne w stanie Michigan. Zamieszkiwał w Detroit i był działaczem Partii Demokratycznej. 15 września 1936 został nominowany przez Partię Demokratyczną do ubiegania się o urząd wicegubernatora (lieutenant governor) stanu Michigan. 3 listopada 1936 wygrał w wyborach na to stanowisko pokonując kandydata Partii Republikańskiej, Lurena Dickinsona. Został pierwszym w historii Polakiem wybranym na urząd wicegubernatora. Stanowisko pełnił od 1937 do 1938. Ponownie został nominowany przez Demokratów 13 września 1938, po czym 8 listopada 1938 uległ w walce wyborczej z L. D. Dickinsonem. W 1948 pełnił mandat rady miejskiej Detroit.
Zmarł 15 września 1990. Został pochowany na cmentarzu Queen of Peace w Loxahatchee (Floryda).